# Корабли озера Неми

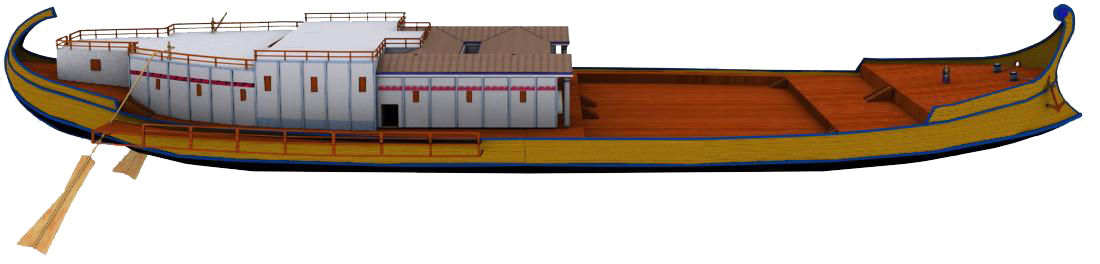

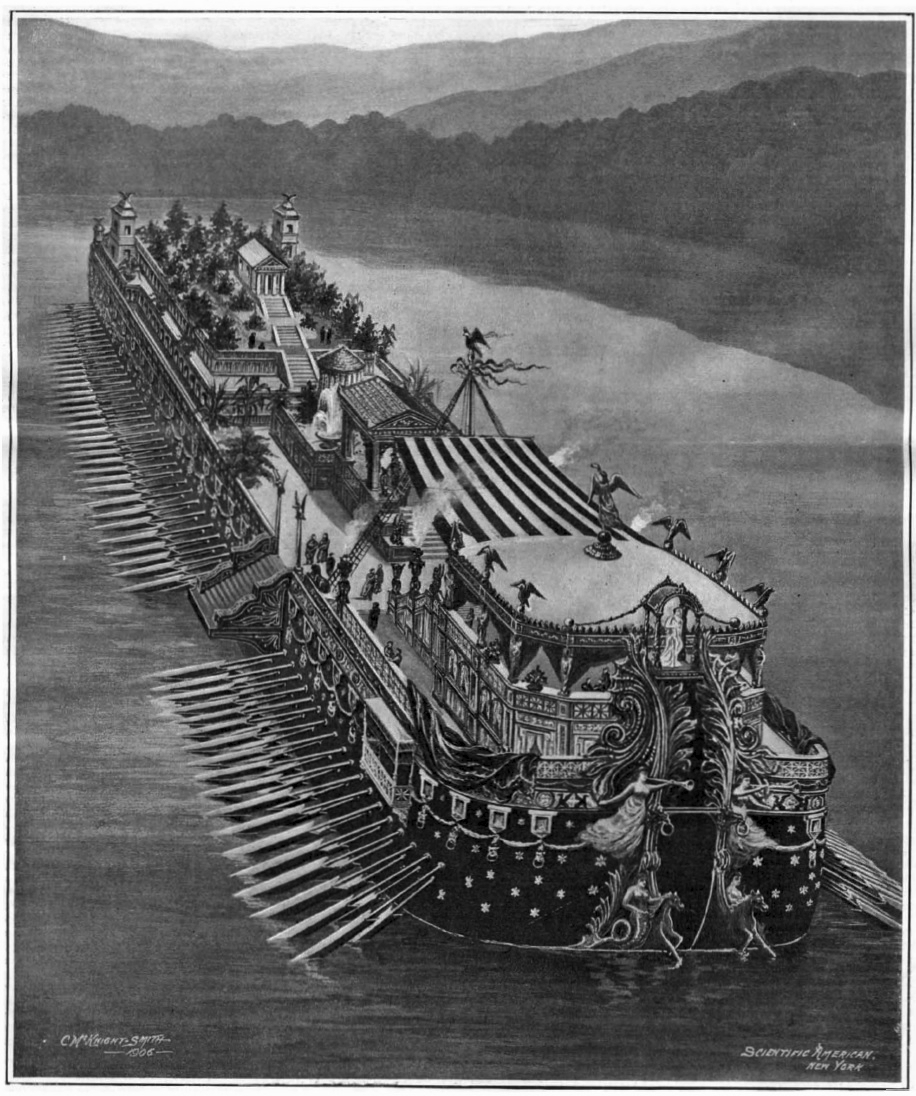
Реконструкция кораблей

Корабли озера Неми — два судна 37—54 гг. постройки, принадлежавшие императору Калигуле (вероятно, строительство закончилось при Клавдии), использовались предположительно для религиозных целей. Извлечены со дна озера Неми.

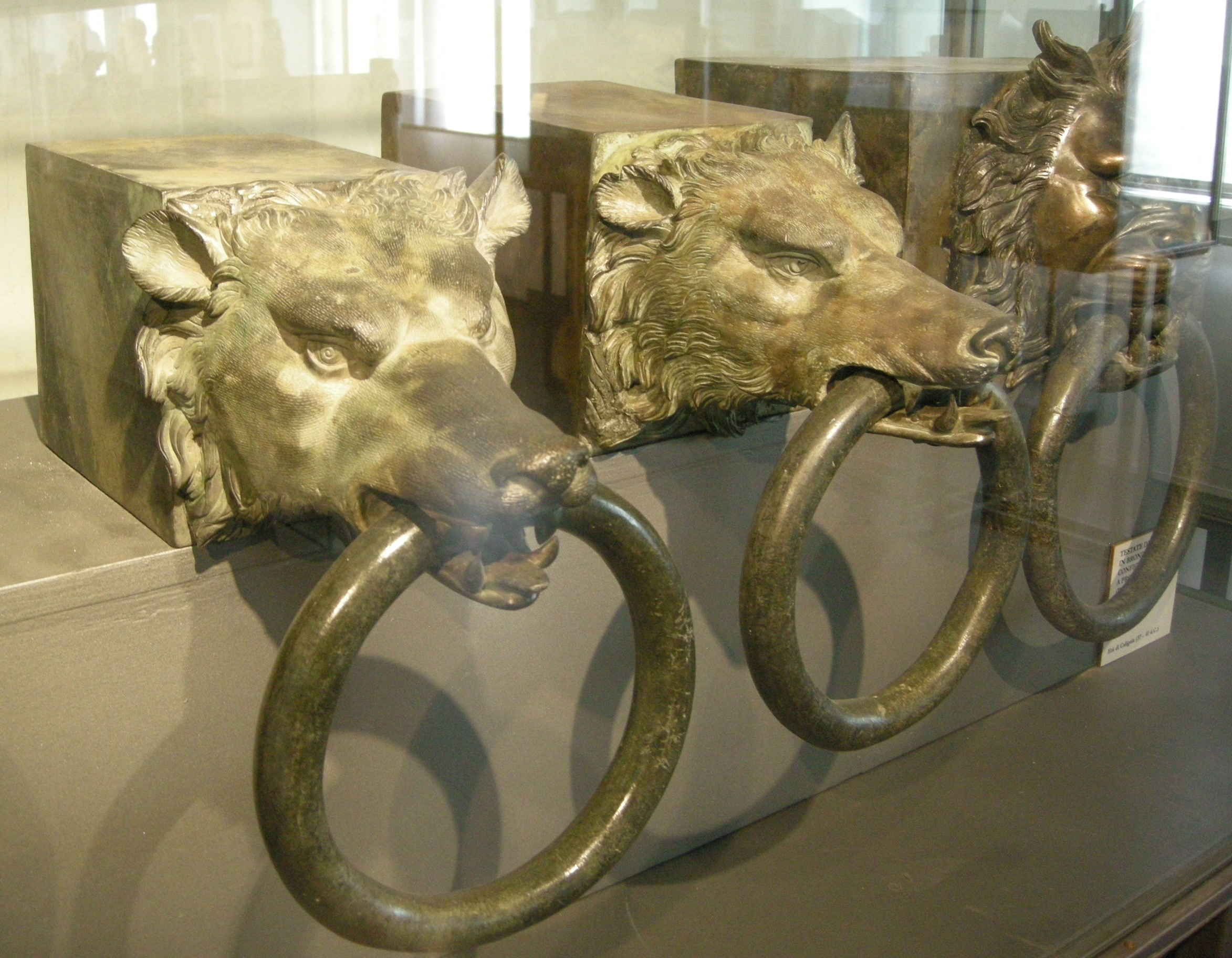
Латунные кольца, крепившиеся на концах консольных балок

История изучения кораблей началась в 1444 году, когда кардинал Просперо Колонна приказал изучить останки кораблей с помощью ныряльщиков. Однако достать корабли не удалось. Их подняли только в 1930-х годах, когда по приказу Бенито Муссолини вода из озера была откачана в окрестные долины.
Корпуса судов хорошо сохранились, они имели около 70 метров в длину и 20 метров в ширину. Управлялись суда рулевыми веслами, которых было 4 на большем судне, и 2 на меньшем. Малое судно передвигалось на буксире за большим, либо при помощи лодок с гребцами. На кораблях были установлены мраморные колонны, суда были украшены барельефами и мозаичными полами, имелся водопровод. Использовались они, вероятно, как плавучие храмы. Среди обломков была найдена свинцовая труба с надписью «Собственность Гая Цезаря Августа Германика»: так звучало имя Калигулы, которому приписывается строительство кораблей.

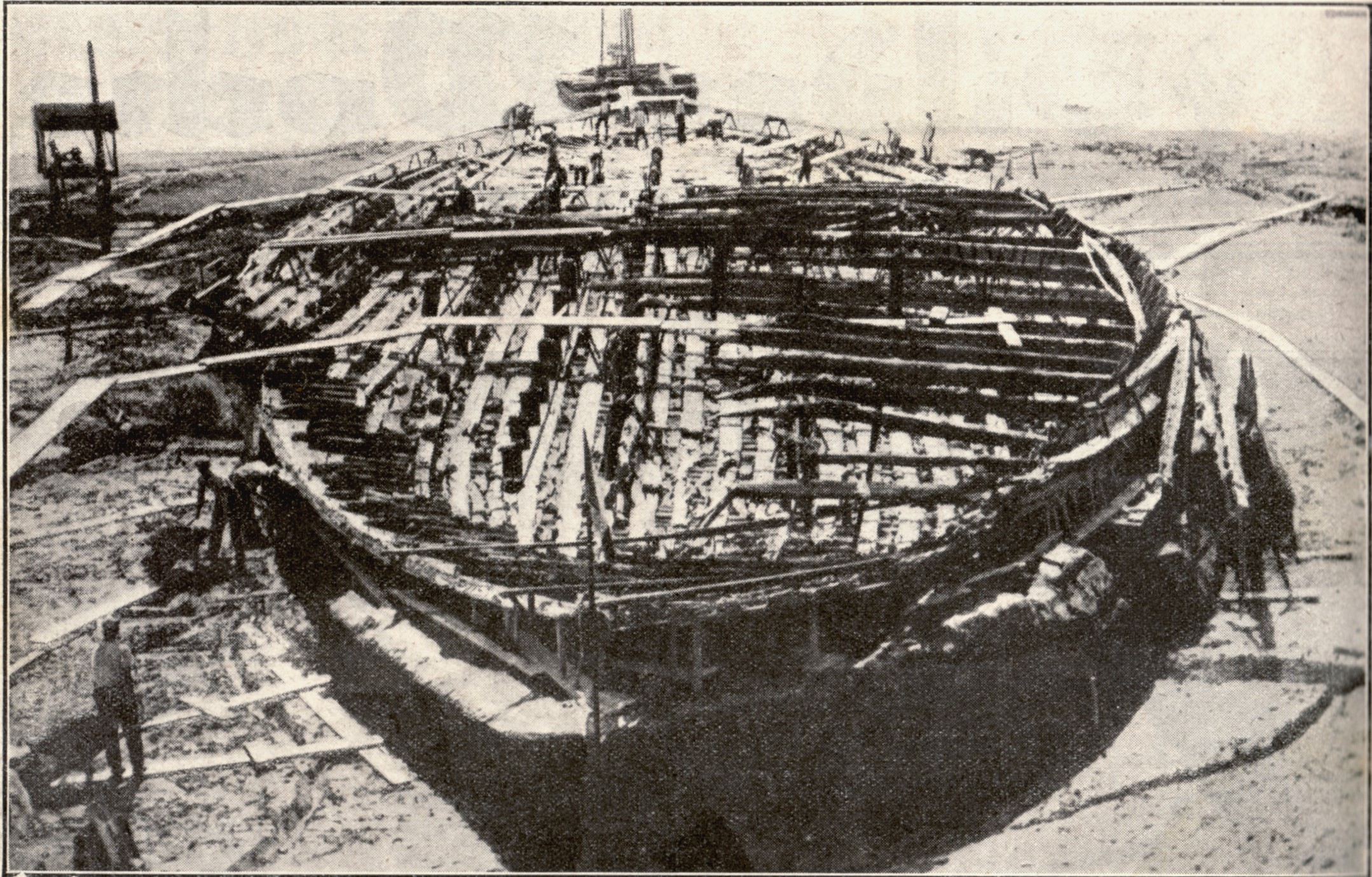
Корпус корабля в 1929 году

Корабли были затоплены при императоре Нероне или после его смерти, во время гражданских войн. В ходе Второй мировой войны в 1944 году музей озера Неми был сожжён вместе с остатками судов.

## Корабли
Корабли были гигантскими по размеру по сравнению с небольшим озером, диаметр которого составляет около 1 км. Первый корабль имел длину 73 метра и ширину 24 метра, второй — 71 метр на 20 метров соответственно. Второй корабль мог двигаться в обоих направлениях, не поворачиваясь.
На одном из кораблей находился храм Дианы с мраморными колоннами, мозаичными полами и зигзагами из позолоченной бронзы.
На втором корабле находился дворцовый комплекс Калигулы с системой горячего водоснабжения, снабжающей термальные ванны на борту. Однозначно опознать корабли можно по свинцовым трубам с печатью Калигулы.
Корпуса кораблей были защищены покрытием из свинца. Поверх него был тонкий слой шерсти, пропитанный смесью битума и смолы. К нему с помощью медных гвоздей также прикреплялись тонкие свинцовые пластины толщиной 1 миллиметр. Таким образом, корабли были защищены от обрастания организмами, такими, как мидии, которые повредили бы древесину. Однако эта проблема возникает только в солёной воде, и её не следует ожидать в пресной воде озера Неми, так что дорогая обшивка была лишней. Это говорит о том, что корабли, возможно, были построены по типовому проекту, разработанному древними военно-морскими инженерами для использования в море не считаясь с расходами. Поскольку конструкция корпуса судов не была скоординирована с постройками на палубе, можно предположить, что корабли строились в два этапа и двумя подрядчиками (корабелами и гражданскими архитекторами) независимо друг от друга, что опять-таки свидетельствует о том, что корабли строили в спешке и не считаясь с расходами

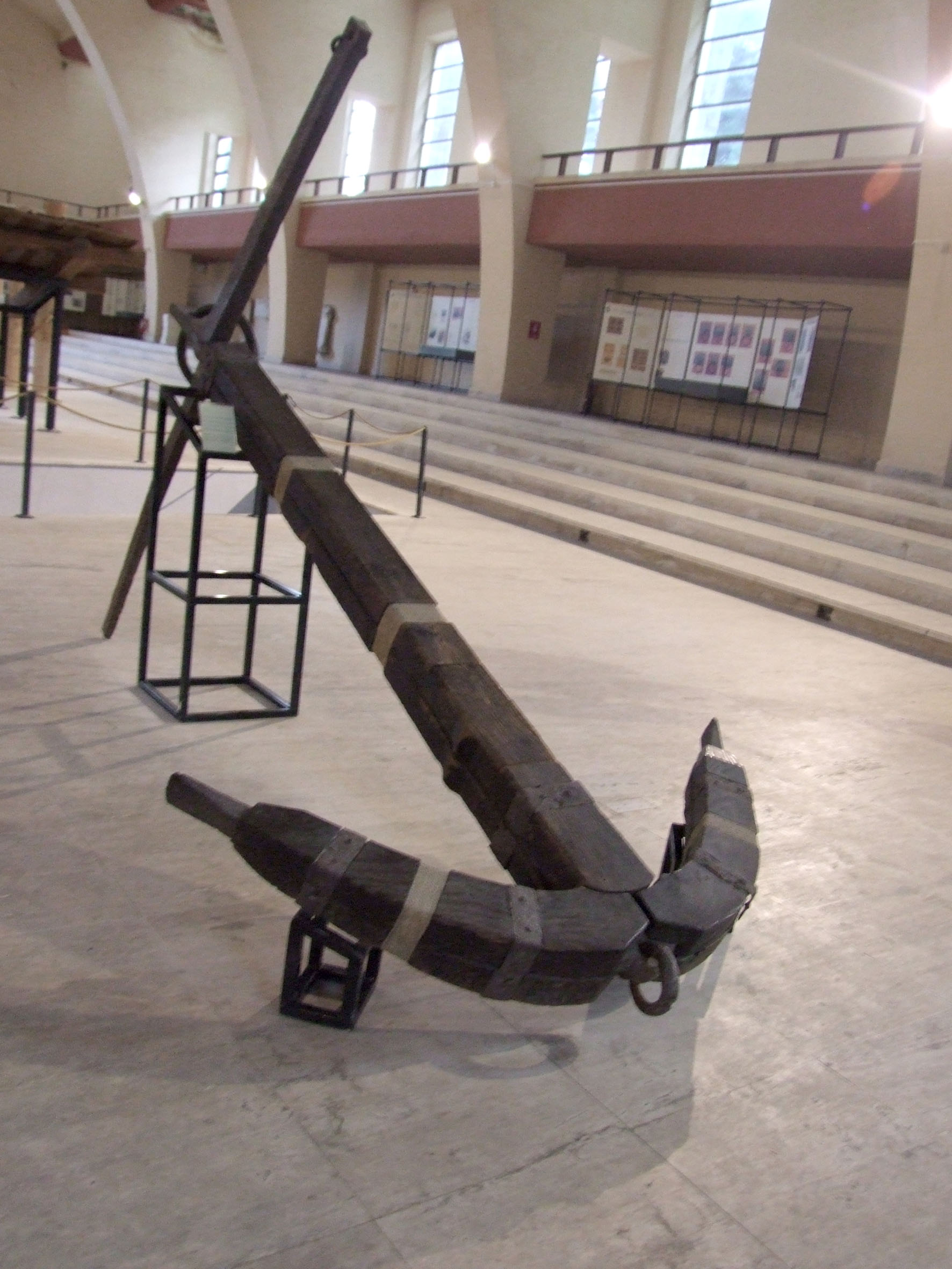
Якорь с корабля Неми

Корабли имели множество технических деталей, таких, как якоря адмиралтейского типа, краны, шарикоподшипники и насосные системы, которые не были изобретены заново до конца XIX века.
Неясно, были ли корабли потоплены после убийства Калигулы в 41 году или затонули позже. Древних сведений о кораблях нет.

## История
Озеро Неми вулканического происхождения, находится примерно в 30 километрах к югу от Рима, на Альбанских холмах. Этот район был заселён с доисторических времен, а в римский период здесь находился храм Дианы Арицины, важный и популярный религиозный центр.
В средние века о кораблях не забывaли.
Легенда о существовании двух больших подводных кораблей на дне озера, возможно, хранящих сказочные сокровища, была передана местными жителями и подтверждена случайными находками, сделанными рыбаками.
В 1446 году Леон Баттиста Альберти попытался поднять корабли, сделав плот из бочек и сбрасывая в воду верёвки с шипами. Ему удалось поднять части большой статуи. В 1531 году Франческо де Марчи предпринял попытку погружения с помощью подводного колокола, но поднял лишь некоторые мелкие детали. Исследования в 1827 и 1895 годах разрушили некоторые части кораблей, но сообщалось, что в иле озера было два корабля: один — у берега на глубине 5-12 метров, второй — на расстоянии около 200 метров до середины озера на глубине 15-20 метров.
В 1895 году правительство Королевства Италия заключило соглашение с семьёй Орсини, владельцами озера, чтобы исследовать дно с помощью водолазов. Корма корабля была погружена на глубину 7 метров, а носовая часть — 14 метров. Хотя до тех пор владелец был уверен, что корабль связан с императором Тиберием, были обнаружены свинцовые предметы с выгравированным именем Калигулы. Многие найденные находки были приобретены Национальным римским музеем, другие оказались в руках частных коллекционеров. Из-за хрупкого состояния конструкций двух кораблей, эксперты предложили в качестве единственного решения для сохранения целостности кораблей временно осушить озеро.
В 1926 году, с приходом к власти Бенито Муссолини и возвышением всего, что связано с древним Римом, исследование затонувших обломков стало приоритетом. Для этого сенатор и историк Коррадо Риччи был назначен председателем исследовательской комиссии, которая приняла предложение военного инженера Витторио Мальфатти, сделанное 30 лет назад. Оно заключалось в частичном осушении озера и создании канала, который соединил его с морем, чтобы выкопать корабли и безопасно извлечь их. В речи 9 апреля 1927 года Муссолини объявил поднятие кораблей важной целью своего правительства.
В 1927 году Гвидо Учелли, директор миланской компании по производству насосов и гидротурбин, предоставил необходимые инструменты для откачивания воды из озера. Для этого использовался подземный водовод длиной 1650 метров, построенный во времена Римской империи для регулирования уровня воды и защиты святилища богини Дианы.
За два года древний туннель был восстановлен, и через него с октября 1928 года вода из озера была спущена в канал в долине Арисия. Также была построена дорога для перевозки кораблей. В 1928 году началось осушение и восстановление судов. Операция продлилась до 1932 года.
28 марта 1929 года из-под воды появился первый корабль. Он был поднят в сентябре 1929 года. Второй корабль был поднят пятью месяцами позже, в конце января 1930 года.

Во время археологической «спасательной операции», между 1933 и 1939 годами, в муниципалитете Неми на берегу озера был построен огромный музей для кораблей и других находок, названный «Музей римских кораблей» (Museo delle Navi Romane). Оба корабля сохранили часть корпуса в хорошем состоянии и были смонтированы на раме для поддержки конструкции, которая была установлена на рельсах для транспортировки.

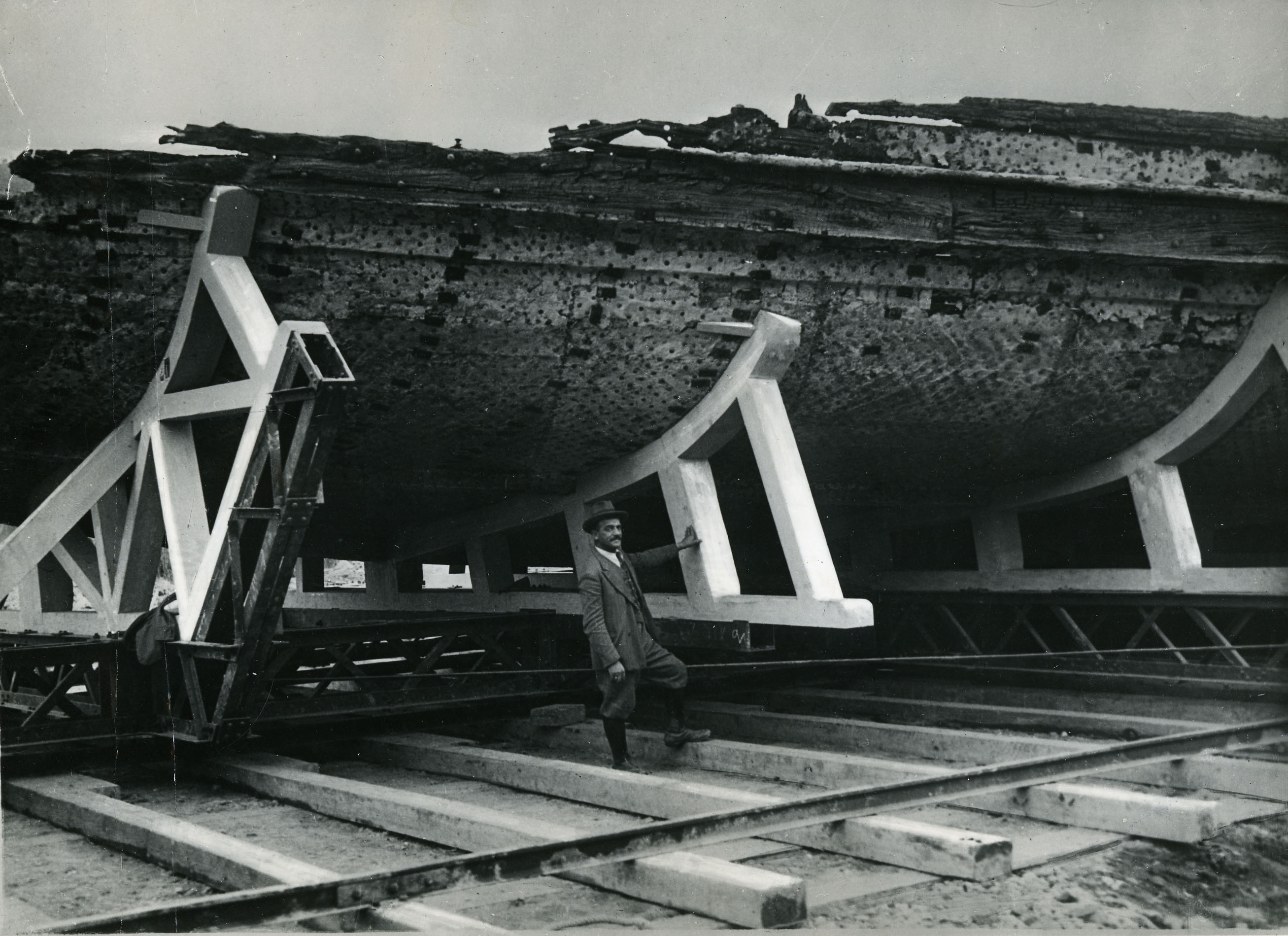

Восстановленные корабли были показаны посетителям в 1940 году в музее.
Однако в ночь с 31 мая на 1 июня 1944 года суда были уничтожены пожаром. По одной версии, причиной пожара послужили неоднократные бомбардировки и обстрелы артиллерии со стороны армии Соединённых Штатов. По другой — виновниками были немецкие войска, окопавшиеся в Неми. В официальном отчете, представленном в Риме через два месяца после инцидента, сделан вывод о том, что пожар был не результатом бомбардировок, а преднамеренным актом вандализма со стороны немецких солдат, расквартированных рядом с музеем. Муниципалитет Неми утверждает, что Германия должна заплатить за этот «сознательный акт вандализма».
Только некоторые предметы из бронзы, обугленные деревянные конструкции и материалы, хранившиеся в Национальном музее в Риме, пережили пожар.
Модели кораблей в масштабе 1:5 были построены на военно-морской верфи Неаполя, и их, наряду с оставшимися артефактами, можно увидеть в музее, который был восстановлен и вновь открыт в 1953 году (закрыт в период 1962—1988 годов).